# Vilamar
Vilamar ist ein Ort und eine ehemalige Gemeinde (Freguesia) im portugiesischen Kreis Cantanhede. Die Gemeinde hatte 778 Einwohner (Stand 30. Juni 2011).
Am 29. September 2013 wurden die Gemeinden Vilamar und Corticeiro de Cima zur neuen Gemeinde União das Freguesias de Vilamar e Corticeiro de Cima zusammengeschlossen. Vilamar ist Sitz dieser neu gebildeten Gemeinde.